# Třída Invincible (1977)
Třída Invincible byla třída lehkých letadlových lodí Britského královského námořnictva z doby studené války. Skládala se z jednotek Invincible, Illustrious a Ark Royal. Za studené války bylo jejich hlavním úkolem ničení sovětských ponorek v severním Atlantiku. S následnou reorganizací námořnictva se však jejich určení změnilo na námořní projekci síly, včetně leteckých úderů či řízení a podpory obojživelných operací. Z jejich palub přitom operovaly útočné letouny BAE Harrier II (již byly vyřazeny) a vrtulníky typů Westland Sea King, Chinook a Merlin. Na palubě mohly krátkodobě přepravovat až 500 vojáků námořní pěchoty.
Služba této třídy již skončila. Invincible byla v roce 2005 převedena do rezervy a v únoru 2011 prodána do Turecka k sešrotování. Illustrious a Ark Royal měly zůstat ve službě až do dokončení nových velkých letadlových lodí třídy Queen Elizabeth. Revize britské obranné politiky (Strategic Defence Review) ale přinesla výrazné škrty. Ark Royal byla vyřazena v březnu 2011, přičemž Illustrious dočasně zastoupila HMS Ocean, procházející generální opravou, v roli vrtulníkové výsadkové lodě. Po dokončení oprav Oceanu v roce 2014 byla vyřazena i ona.

## Stavba
Plavidla třídy Invincible byla z politických důvodů oficiálně kategorizována jako křižníky s průběžnou letovou palubou (through-deck cruisers), přestože fakticky je jednalo o lehké letadlové lodě. První jednotku Invincible postavila loděnice Vickers Shipbuilding and Engineering (dnes BAE Systems Marine) v Barrow-in-Furness. Stavba byla zahájena v roce 1973 a do služby loď vstoupila v roce 1980. Naopak Illustrious a Ark Royal postavila loděnice Swan Hunter Shipbuilders ve Wallsendu. První byla dokončena v roce 1982 a druhá v roce 1985.

## Konstrukce

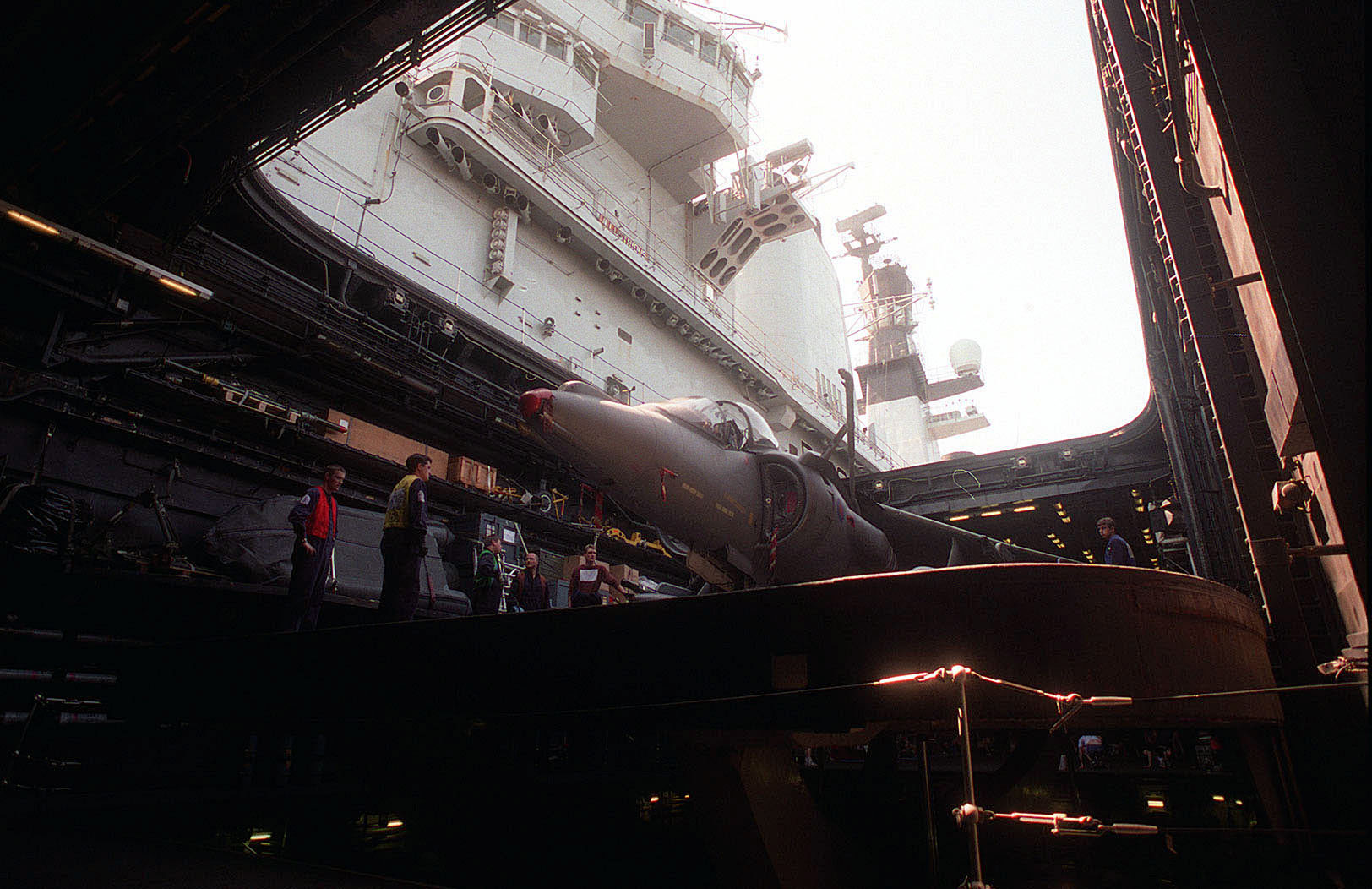
Harrier GR7 na výtahu HMS Illustrious

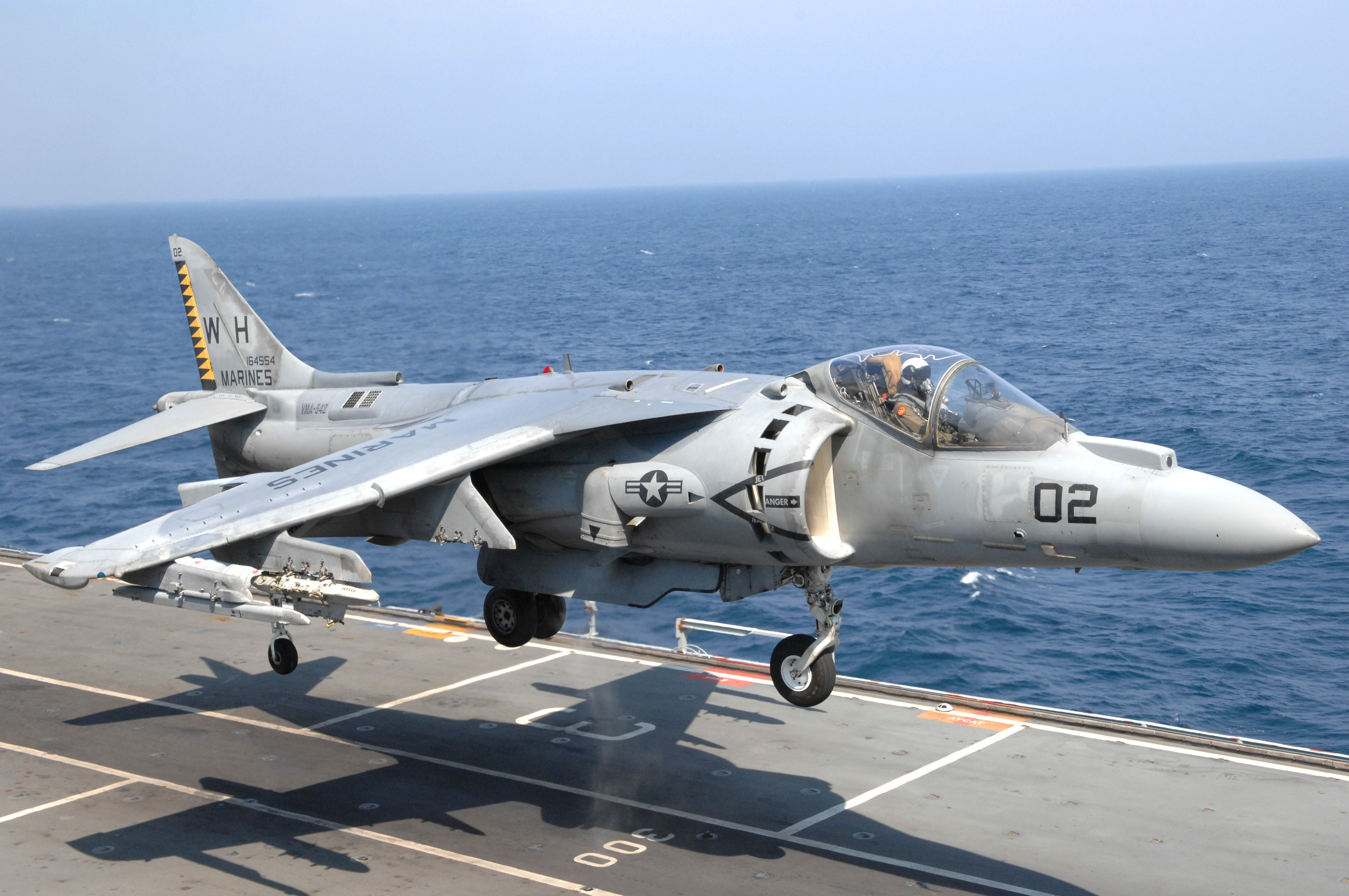
Americký AV-8B Harrier přistává na Illustrious

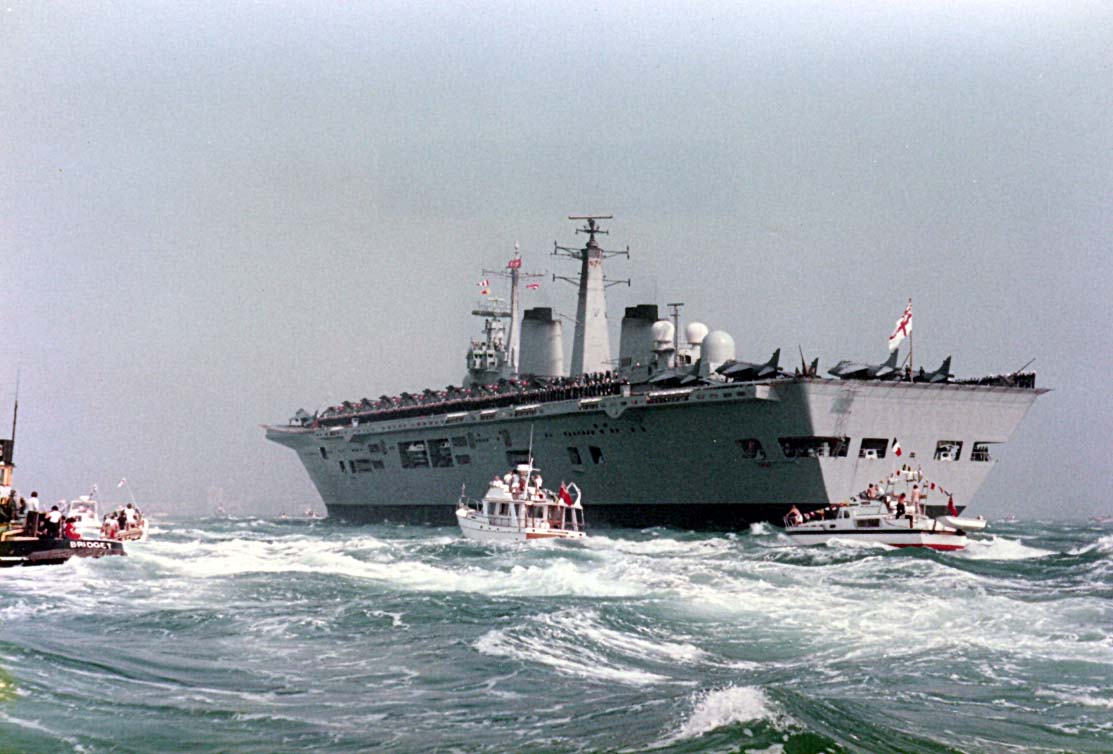
HMS Invincible se vrací z falklandské války

K blízké obraně proti letadlům a protilodním střelám sloužily buď tři systémy Phalanx v případě Ark Royal, nebo tři nizozemské systémy Goalkeeper u Invincible a Illustrious. Phalanx je vybaven 20mm rotačním kanónem M61A1 Vulcan a má dosah 1,5 km. Naopak systém Goalkeeper používá 30mm rotační kanón se stejným dosahem. Tyto obranné systémy byly na lodě přidány na základě zkušeností z falklandské války. Doplňují je ještě dva 20mm kanóny GAM-B01 s dostřelem 2 km. Původně instalované dvojité odpalovací zařízení protiletadlových řízených střel Sea Dart již byla odstraněno.
Lodě nesly mix až 24 útočných letounů BAE Harrier II a vrtulníků. Jednalo se o vrtulníky Sea King ASaC mk7 pro včasnou výstrahu, transportní vrtulníky Westland Sea King a Chinook a protiponorkové vrtulníky Merlin. Původně byly navrženy s průběžnou letovou palubou, testy však ukázaly, že při použití skokanského můstku mohou letouny Harrier unést více paliva a výzbroje. Na přídi je proto můstek s úhlem 12°..
V roce 2006 byla dokončena modernizace Ark Royal, která vylepšila její možnosti v roli velitelské lodi a umožnila z její paluby operace transportních vrtulníků Chinook královského letectva a armádních bitevních vrtulníků Apache.
Pohon tvořily čtyři plynové turbíny Rolls-Royce Olympus TM3B. Lodní šrouby byly dva. Cestovní rychlost je 18 uzlů a nejvyšší rychlost až 30 uzlů. Dosah je 7000 námořních mil při 18 uzlech.

## Operační nasazení
Všechny jednotky mají za sebou již několik bojových misí. Letadlové lodi Invincible a Hermes byly v roce 1982 nasazeny ve válce o Falklandy. V roce 2003 byla Ark Royal zařazena mezi britské válečné lodě podporující invazi do Iráku. Na palubě tehdy nesla vrtulníky Merlin HMA1 a Sea King ASaC mk7.